# Papa chilota

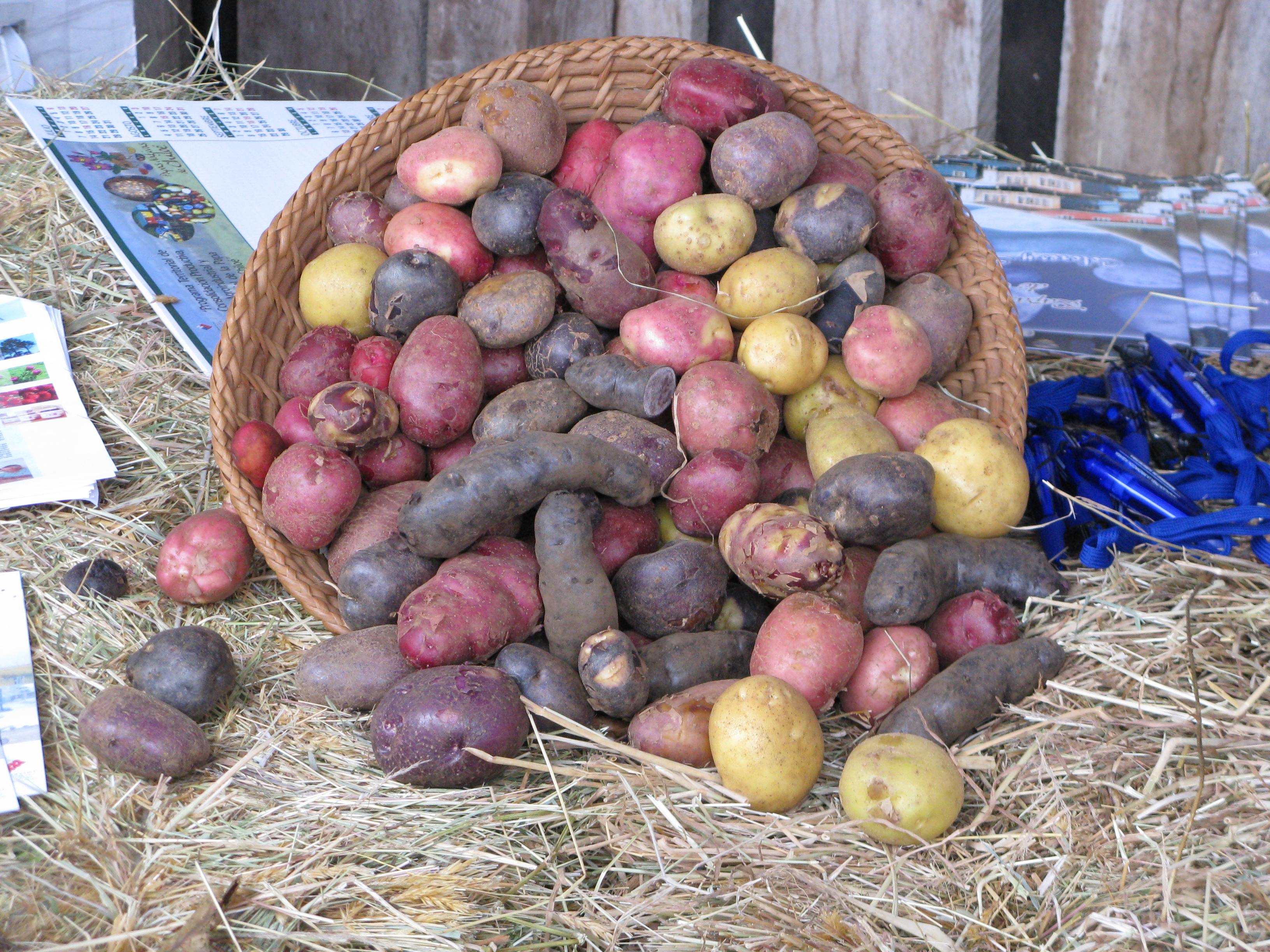
Una selección de las aproximadamente 400 variedades de papas nativas de Chiloé

El Archipiélago de Chiloé alberga una gran variedad de papas nativas. Después de la región del Titicaca de Perú y Bolivia, es el núcleo geográfico donde se encuentran los más diferentes tipos de papas. Evidencia que va desde registros históricos, agricultores locales y análisis de ADN apoya fuertemente la hipótesis de que la subespecie de papa más cultivada en todo el mundo, Solanum tuberosum tuberosum, es originaria del archipiélago de Chiloé, y ha sido cultivada por los indígenas locales desde antes de la conquista de los españoles.

## Descripción

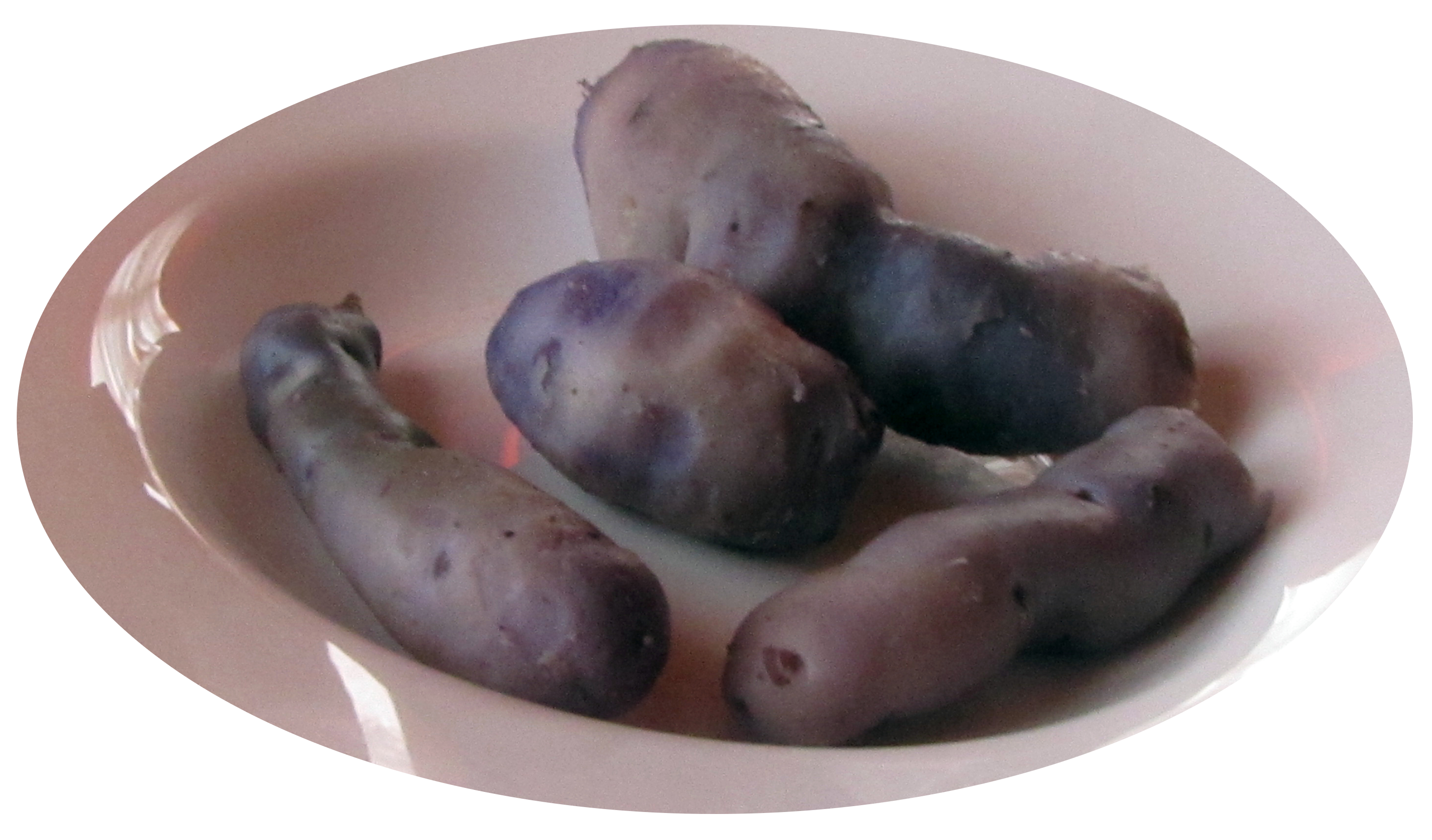
Plato de papas azules de Chiloé, posiblemente de la variedad michuñe.

A diferencia de las variedades de papas de Perú y Bolivia, las diferentes variedades de papas chilotas están adaptadas a las condiciones de días largos que prevalecen en la región de mayor latitud del sur de Chile. Después de la desastrosa penuria europea de la papa en la década de 1840, las variedades originarias del archipiélago de Chiloé reemplazaron a las papas anteriores de origen peruano en Europa.
Respecto a la historia cultural de la papa, las papas de Chiloé son elementos importantes de la medicina popular chilota y características de la mitología chilota. El historiador Renato Cárdenas y la botánica Carolina Villagrán contaron alrededor de "300 nombres que se daban a la papa cultivada en Chiloé en diferentes épocas". Las variedades locales incluyen Bruja morada, Camota, Chochoca, Clavela lisa, Güencha, Pachacoña, Caballera, Cabra, Michuñe Azul, Michuñe negra, Michuñe roja, Huicaña y Viscocha. Las papas chilotas poseen variadas formas, colores y texturas, algunas con cáscara de colores púrpura, azul , rojo, amarillo o bicolor, con pulpa azulada, violeta o amarilla, y con singulares formas curvas o alargadas.
Algunas variedades de papa desarrolladas en el extranjero también se han introducido en Chiloé, pero no todas han tenido éxito en la adaptación, a pesar de sus supuestos altos rendimientos. La variedad coraíla introducida por Servando Coraíl fue dominante a mediados del siglo XX. Sin embargo, el cultivo de esta variedad foránea se interrumpió cuando la variedad fue golpeada repetidamente por el tizón de la papa en las décadas de 1950 y 1960.
Los esfuerzos de conservación de las muchas variedades comenzaron en la década de 1960 cuando el agrónomo Andrés Contreras viajó por el archipiélago de Chiloé en busca de pequeños jardines donde las ancianas locales habían cultivado papas durante muchas generaciones.En la actualidad, la Universidad Austral de Chile en Valdivia alberga un banco de germoplasma de la papa chilota. En la región de Los Lagos, actualmente las papas chilotas se cultivan en pequeñas extensiones, al ser un cultivo profundamente arraigado en la agricultura familiar campesina.
Respecto a su venta, estás variedades de papas chilotas 
son vendidas normalmente en las ferias y mercados locales de la región de los lagos principalmente; y actualmente las variedades más populares igualmente se pueden encontrar en venta en supermercados ofrecidas cómo un producto gourmet.

## Archipiélago de las Guaitecas
Algunas de las papas de Chiloé también crecen de manera silvestre en el más sureño archipiélago de las Guaitecas, aunque existe cierta incertidumbre sobre cuándo y cómo llegaron las papas allí. El archipiélago de las Guaitecas formó el límite sur de la agricultura prehispánica como lo señala la mención del cultivo de papas por parte de una expedición española en 1557. Más tarde, durante el segundo viaje del HMS Beagle, Charles Darwin recolectó papas de las Guaitecas y del archipiélago de los Chonos.
Las papas crecen junto al mar en una zona herbácea. Las papas silvestres que crecen en el archipiélago se encuentran mayoritariamente en su parte occidental. Aparentemente estas papas no se reproducen por semillas y rara vez producen flores y frutos. La papa crece en zonas de perturbación, principalmente en la zona herbácea cercana a la costa que es afectada por las tormentas invernales.

## Galería

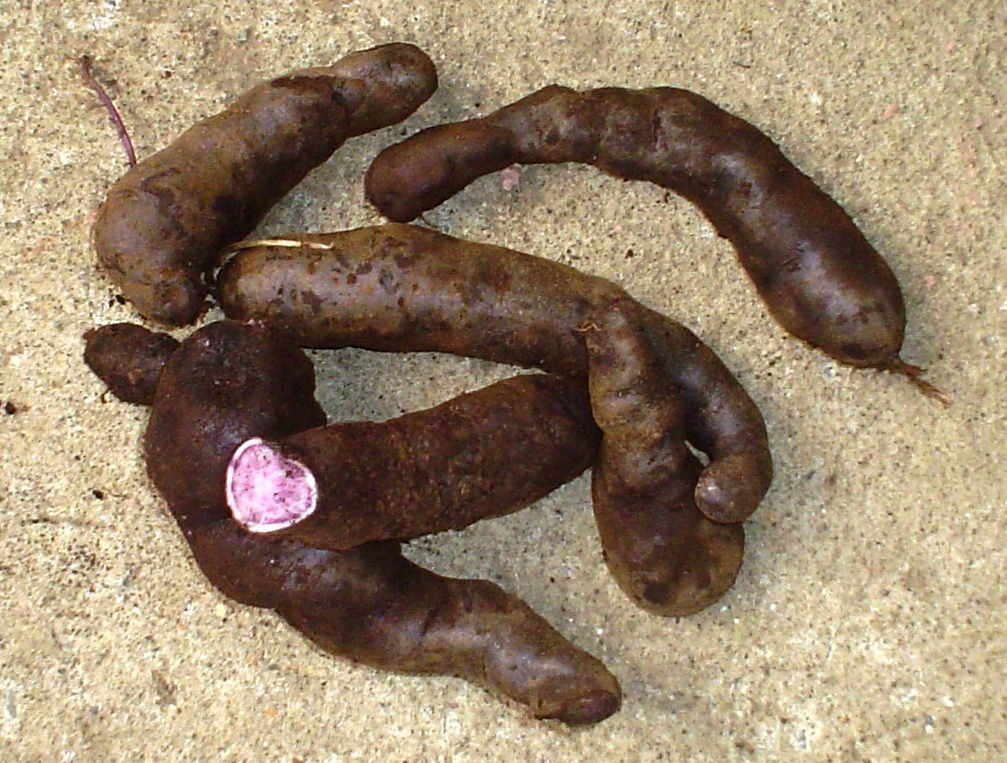
Variedad Guadachos
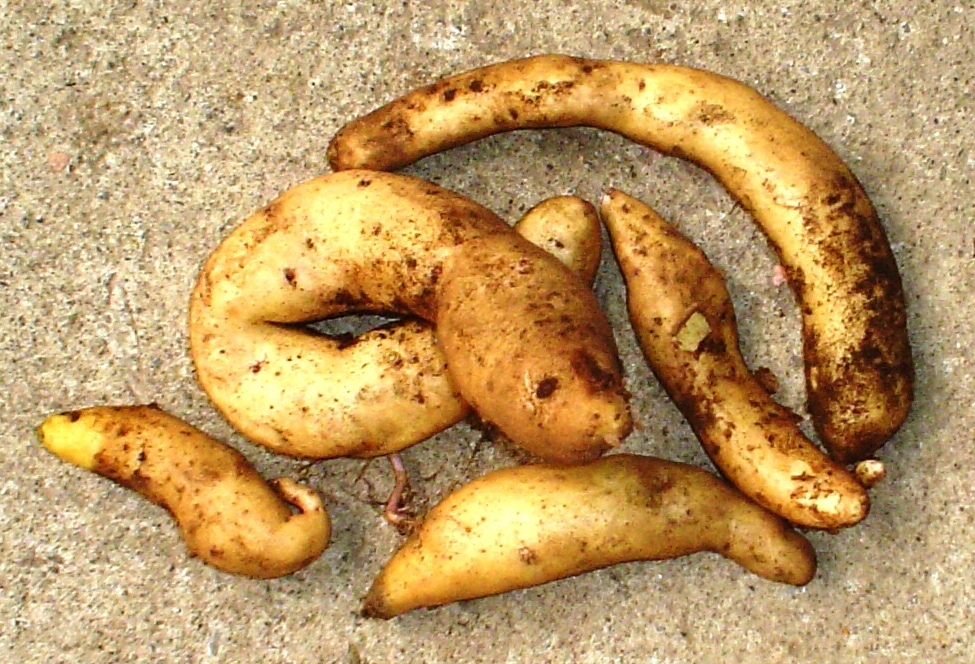
Variedad Michuñe Blanca
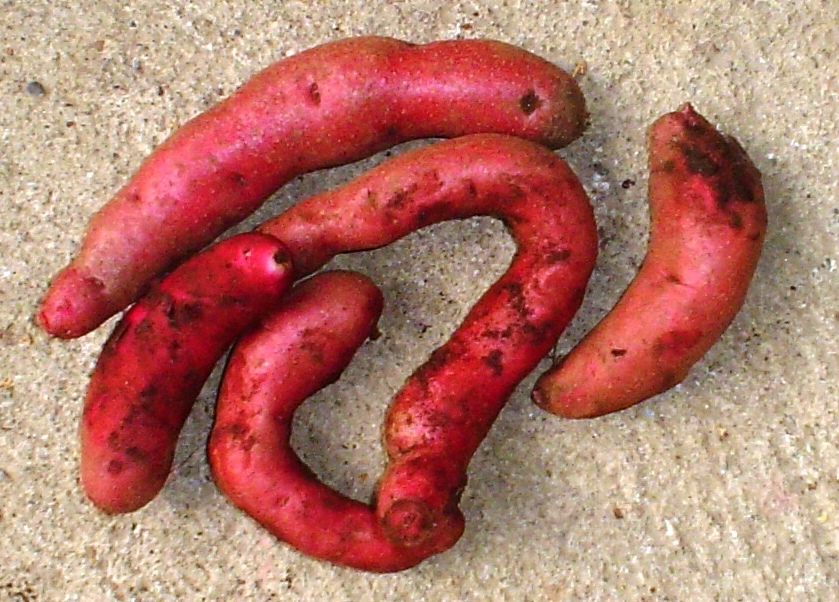
Variedad Michuñe Roja